# Nico Sallach

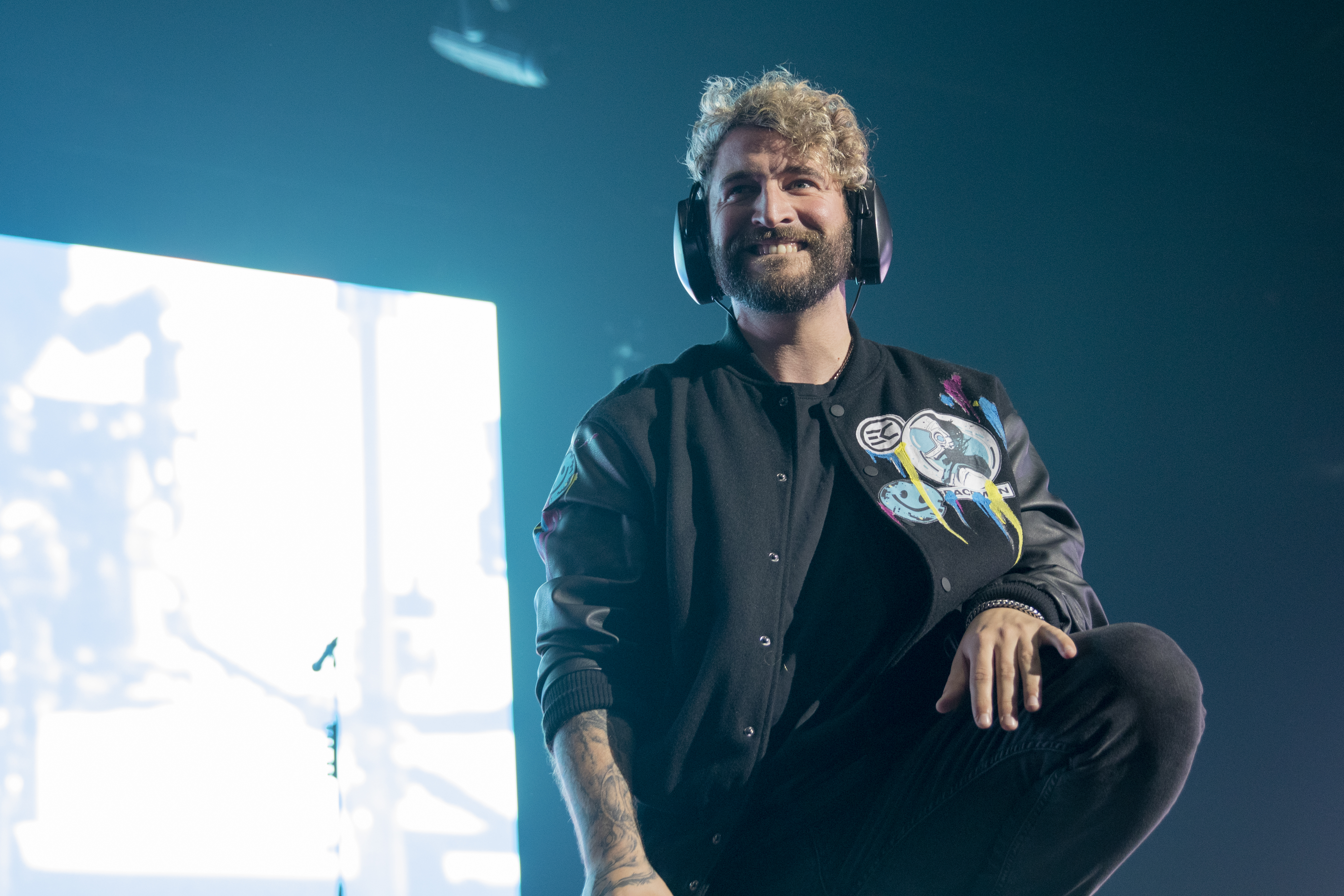
Nico Sallach bei einem Auftritt mit Electric Callboy (2023)

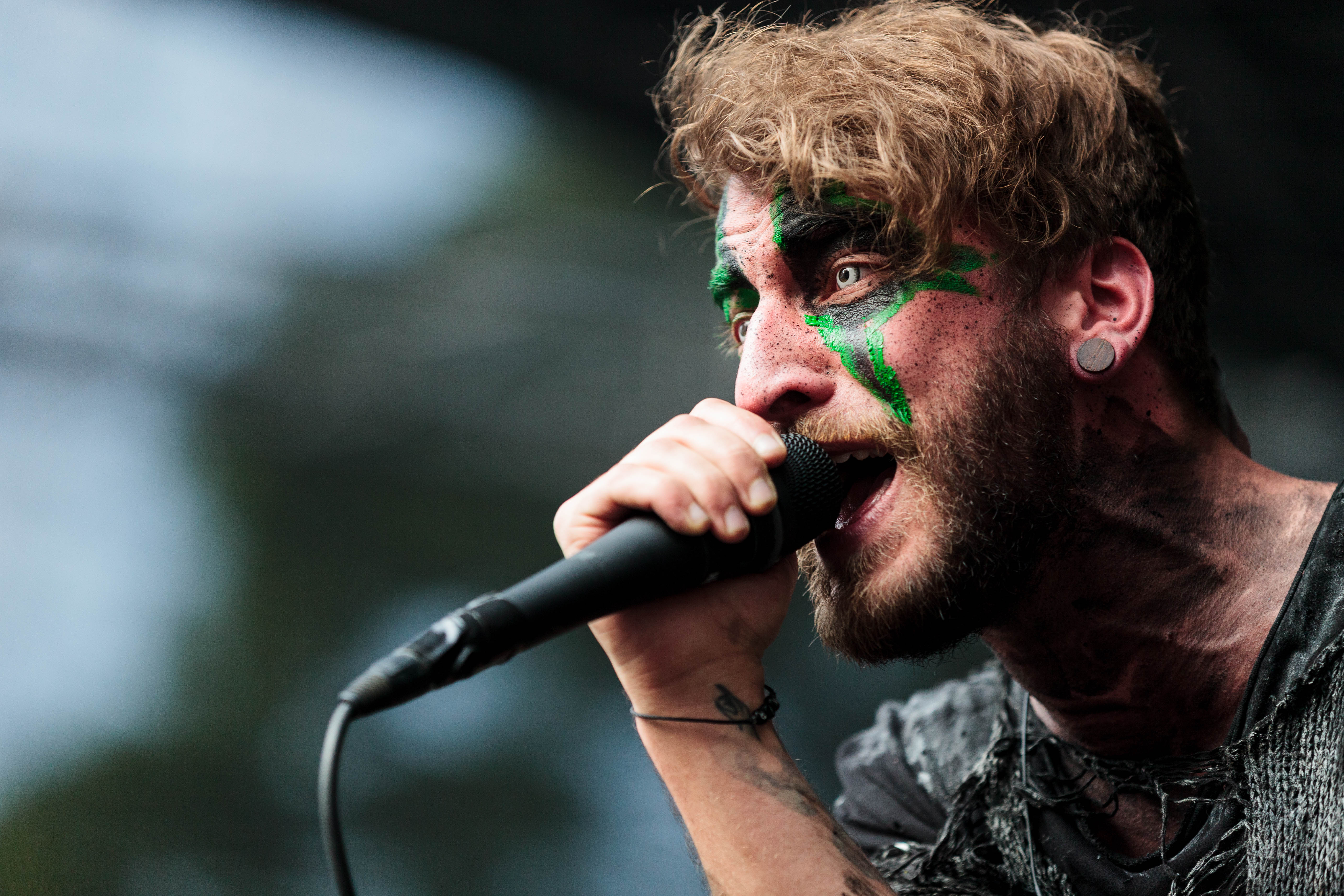
Mit To the Rats and Wolves (2016)

Nico Sallach (* 31. Mai 1990 in Essen, Nordrhein-Westfalen) ist ein deutscher Metal-Sänger. Er war von 2012 bis 2020 einer von zwei Sängern der Trancecore-Band To the Rats and Wolves. 2020 übernahm er den Gesang von Electric Callboy an der Seite von Kevin Ratajczak.

## Leben und Karriere
Nico Sallach wuchs als ältester von drei Brüdern auf. Er ist gelernter Altenpfleger und absolvierte eine Fortbildung zur Fachkraft für außerklinische Beatmung. Bereits während seiner musikalischen Laufbahn arbeitete er jahrelang in diesem Bereich mit MS- und ALS-Patienten.
Sallach begann seine Gesangskarriere in einer Schülerband. 2009 war er Frontmann der fünfköpfigen Essener Band Through Your Veins. Im Jahr 2012 gründete er gemeinsam mit Dixi Wu, Danny Güldener, Marc Dobruk, Stanislaw Czywil und Simon Yildirim die Gruppe To the Rats and Wolves. Während Wu den gutturalen Gesang bestritt, trat Sallach als klare Stimme in Erscheinung. Die Band veröffentlichte drei Studioalben und eine EP, ehe sie sich 2020 nach achtjährigem Bestehen auflöste.
Mit einem Cover von Prism bewarb sich Sallach via YouTube-Casting um die Stelle als Sänger der befreundeten Band Eskimo Callboy. Anfang Juni 2020 folgte er offiziell Sebastian „Sushi“ Biesler als Leadsänger der Castrop-Rauxeler Formation nach. Seinen ersten musikalischen Beitrag leistete Sallach auf der Single Hypa Hypa, die samt Video ein viraler Erfolg wurde. Eine erste EP mit dem neuen Sänger erschien noch im selben Jahr. 2021 moderierte er gemeinsam mit seinem Co-Sänger Kevin Ratajczak den Podcast Oberkante Unterlippe, der im Nachtprogramm von Rock Antenne ausgestrahlt wurde. Nachdem es der Band mit den Singles We Got the Moves und Pump It gelungen war, neue Märkte zu erobern, benannte sie sich 2022 in Electric Callboy um. Das erste Studioalbum mit Sallach, Tekkno, wurde wenig später veröffentlicht und belegte eine Woche lang Platz eins der deutschen Albumcharts. 2023 war er als Gastsänger auf der Single Pizza Homicide von Samurai Pizza Cats, der Zweitband des Electric-Callboy-Gitarristen Daniel „Danskimo“ Haniß, zu hören.
Seine Freizeit vertreibt sich Sallach oft mit Videospielen. Sein Lieblingsspiel ist The Legend of Zelda: Ocarina of Time.
Im Juli 2023 trat Sallach in Folge 300 der Fernsehsendung Game Two auf und war in dem dort präsentierten Musical als Gastsänger zu hören.

## Stil
Nico Sallach ist bei Electric Callboy wie schon zuvor bei To the Rats and Wolves für den klaren Gesang („clean vocals“) verantwortlich. Er singt die meisten Hooklines und Refrains der Band. Seit seinem Einstieg verarbeitet die Metalcore-Gruppe vermehrt musikalische Einflüsse wie Pop und EDM. Einen Großteil der Liedtexte schreibt er gemeinsam mit seinem Co-Sänger und Shouter Kevin Ratajczak. Als Vorbilder nennt er Chester Bennington, Brandon Boyd, Dave Grohl und Jacoby Shaddix.

## Diskografie
To the Rats and Wolves
Electric Callboy
- 2020: MMXX (EP)
- 2022: Tekkno

Gastbeiträge
- 2017: Perfectionist (Flash Forward feat. Nico Sallach)
- 2022: Changes (Breathe Atlantis feat. Nico Sallach)
- 2023: Pizza Homicide (Samurai Pizza Cats feat. Nico Sallach)
- 2023: Meine Buffalos (Kalle Koschinsky feat. Nico Sallach)
- 2023: Die Geschichte der Videospiele – DAS MUSICAL (Game Two)